# حکایت آن مرد که خواب دید
حکایت آن مرد که خواب دیدبه کارگردانی اسدالله ایمن و کاظم بلوچی و بازیگری کاظم بلوچی، آتش تقی‌پور و رافی خاچاطوریان در سال ۱۳۷۰ ساخته شد.
این فیلم تلویزیونی با اقتباسی از یک داستان در دفتر ششم مثنوی مولوی ساخته شده است و حکایت مرد جوانی را بازگو میکند که در جستجوی آنچه در خواب دیده است به سفر دور و درازی میرود.  

## منبع
1. ↑  «حکایت آن مرد که خواب دید». بایگانی‌شده از اصلی در ۲۷ مارس ۲۰۰۷. دریافت‌شده در ۱ ژانویه ۲۰۲۰.
2. ↑  [پیوند مرده]